# Vlag van Herwen en Aerdt

Vlag van de gemeente Herwen en Aerdt
(1972-1985)

De vlag van Herwen en Aerdt is het gemeentelijk dundoek van de voormalige Gelderse gemeente Herwen en Aerdt. De vlag werd op 27 april 1972 per raadsbesluit aangenomen.
De beschrijving luidt:
"Zeven banen van rood, wit, rood, wit, blauw, wit, blauw en een gele broekingsdriehoek, reikend tot 2/5 van de lengte van de vlag met een rode geopende, gekanteelde burcht met twee ronde en één vierkant wit venster en voor de deuropening een witte slagboom."
Op 1 januari 1985 werd de gemeente Herwen en Aerdt samengevoegd met Pannerden en vormde de nieuwe gemeente Rijnwaarden, die op zijn beurt op 1 januari 2018 is toegevoegd aan de gemeente Zevenaar. De vlag kwam hiermee als gemeentevlag te vervallen.

## Verwante afbeeldingen

Wapen van Herwen en Aerdt
Voorgaande vlag, mogelijk een ontwerp voor de gemeentevlag (1971, status onbekend)

Ammerzoden 
· Angerlo 
· Batenburg 
· Beesd 
· Bemmel 
· Bergh 
· Bergharen 
· Beusichem 
· Borculo 
· Brakel 
· Didam 
· Dinxperlo 
· Dodewaard 
· Dreumel 
· Echteld 
· Eibergen 
· Elst 
· Ewijk 
· Geldermalsen 
· Gendringen 
· Gendt 
· Gorssel 
· Groenlo 
· Groesbeek 
· Hedel 
· Heerewaarden 
· Hemmen 
· Hengelo 
· Herwen en Aerdt 
· Heteren 
· Heukelum 
· Hoevelaken 
· Horssen 
· Huissen 
· Hummelo en Keppel 
· Hurwenen 
· Kerkwijk 
· Kesteren 
· Laren 
· Lichtenvoorde 
· Lienden 
· Lingewaal 
· Maurik 
· Millingen aan de Rijn 
· Neede 
· Neerijnen 
· Overasselt 
· Rijnwaarden 
· Rossum 
· Ruurlo 
· Steenderen 
· Ubbergen 
· Valburg 
· Vorden 
· Wadenoijen 
· Wamel 
· Warnsveld 
· Wehl 
· Wisch 
· Zelhem 
· Zoelen